# Leclercera nagarjunensis
Espèce
Leclercera nagarjunensis est une espèce d'araignées aranéomorphes de la famille des Psilodercidae.

## Distribution
Cette espèce est endémique du Népal. Elle se rencontre dans le parc national de Shivapuri Nagarjun à 1 887 m d'altitude.

## Description
Le mâle holotype mesure 3,67 mm et la femelle paratype 3,04 mm.

## Étymologie
Son nom d'espèce, composé de nagarjun et du suffixe latin -ensis, « qui vit dans, qui habite », lui a été donné en référence au lieu de sa découverte, le parc national de Shivapuri Nagarjun.

## Publication originale
- Xu, Li & Li, 2018 : Four new species of the spider genus Leclercera Deeleman-Reinhold (Araneae, Ochyroceratidae) from Nepal. Zootaxa, no 4461(4), p. 558-572..